# Gro Harlem Brundtland
Gro Harlem Brundtland (n. Gro Harlem; n. 20 aprilie 1939, Comuna Bærum, Akershus, Norvegia) este o politiciană norvegiană, fostă prim-ministru și fostă lider a Partidului Muncitoresc Norvegian.
Este fiica unui fost a ministru al sănătății, Gudmund Harlem. Și-a luat diploma în medicină la Universitatea din Oslo în 1963 și un masterat în Sănătate Publică la Universitatea Harvard în 1965. A fost ministru al mediului înconjurător între 1974–1979, și prima femeie prim-ministru din Norvegia între februarie–octombrie 1981.
A mai fost prim-ministru între mai 1986 și octombrie 1989 și din noiembrie 1990 până pe 25 octombrie 1996, când a predat ștafeta lui Thorbjørn Jagland. S-a retras ca lideră a Partidului Muncitoresc Norvegian în 1992.
În 1998 a fost numită director general al WHO (Organizația Mondială a Sănătății). A fost numită „Policy Leader of the Year” pentru coordonarea eforturilor împotriva epidemiei SARS în 2003. În vara anului 2003 a părăsit funcția și a fost urmată de Jong-Wook Lee.
În 2007 a fost numită, împreună cu Ricardo Lagos Escobar și Han Seung-soo, trimis special al ONU pentru probleme de climă.
Este căsătorită cu Arne Olav Brundtland, cercetător la NUPI (institutul norvegian de politică externă). Arne Olav a fost membru activ al partidului conservator Høyre. Au trei copii (al patrulea, cel mai mic, s-a sinucis în 1992).